# Премия Уайтхеда
Премия Уайтхеда (Whitehead Prize) — ежегодная премия Лондонского математического общества, вручаемая математикам, работающим в Великобритании. В отличие от Высшей премии Уайтхеда, вручается ежегодно.
Премия учреждена в честь английского учёного Джона Уайтхеда, занимавшегося исследованиями в области алгебраической топологии, который был президентом ЛМО с 1953 до 1955 года. Первый человек был награждён Премией Уайтхеда в 1979 году, а первая Высшая Премия Уайтхеда была вручена в 1974.
Обязательными факторами получения премии являются следующие условия:
- номинант должен проживать в Соединённом Королевстве на 1 января года вручения премии, или номинант должен был получить своё образование в Великобритании;
- математик должен носить звание доктора наук менее 15 лет (условие получения Премии Уайтхеда),
- исследователь не должен быть награждён другими премиями общества в предыдущие годы.

## Некоторые лауреаты
- 1981 Хитчин, Найджел
- 1982 Джон М. Болл
- 1983 Джефф Парис
- 1984 Дональдсон, Саймон
- 1988 Уайлс, Эндрю Джон
- 1990 Тейлор, Ричард Лоуренс, Вассерман, Антони Джон
- 1992 Борчердс, Ричард
- 1995 Гауэрс, Уильям Тимоти
- 2001 Скоробогатов, Алексей Николаевич
- 2004 Маркович, Владимир, Тиллманн, Ульрике
- 2005 Грин, Бен, Питер Топпинг
- 2008 Хайрер, Мартин
- 2009 Дафермос, Михалис
- 2010 Хельфготт, Харальд
- 2015 Питер Киваш, Джеймс Мейнард
- 2018 Каушер Биркар